# Nyalindung (Cugenang)
Nyalindung is een bestuurslaag in het regentschap Cianjur van de provincie West-Java, Indonesië. Nyalindung telt 4841 inwoners (volkstelling 2010).